# 31442 Старк
31442 Старк (31442 Stark) — астероїд головного поясу, відкритий 7 лютого 1999 року.
Тіссеранів параметр щодо Юпітера — 3,494.